# Campionati svizzeri di sci alpino 2003
I Campionati svizzeri di sci alpino 2003 si sono svolti a Verbier dal 25 al 30 marzo. Il programma ha incluso gare di discesa libera, supergigante, slalom gigante, slalom speciale e combinata, tutte sia maschili sia femminili.
Oltre agli sciatori svizzeri, hanno potuto concorrere al titolo anche gli sciatori di nazionalità liechtensteinese, mentre gli atleti delle altre federazioni, pur prendendo parte alle competizioni, potevano ottenere solo prestazioni valide ai fini del punteggio FIS.

## Risultati

### Uomini

#### Discesa libera
| Pos. | Atleta               | Nazione  | Tempo   |
| ---- | -------------------- | -------- | ------- |
| 1    | Didier Défago        | Svizzera | 1:39,69 |
| 2    | Didier Cuche         | Svizzera | 1:40,30 |
| 3    | Bruno Kernen         | Svizzera | 1:40,39 |
| 4    | Cornel Züger         | Svizzera | 1:40,83 |
| 5    | Daniel Züger         | Svizzera | 1:41,03 |
| 6    | Rolf von Weissenfluh | Svizzera | 1:41,11 |
| 7    | Daniel Albrecht      | Svizzera | 1:41,22 |
| 8    | Cédric Meilleur      | Francia  | 1:41,63 |
| 9    | Beni Hofer           | Svizzera | 1:41,72 |
| 10   | Konrad Hari          | Svizzera | 1:41,77 |

Data: 25 marzo

#### Supergigante
| Pos. | Atleta              | Nazione  | Tempo   |
| ---- | ------------------- | -------- | ------- |
| 1    | Didier Cuche        | Svizzera | 1:31,97 |
| 2    | Daniel Züger        | Svizzera | 1:32,12 |
| 3    | Bruno Kernen        | Svizzera | 1:32,21 |
| 4    | Konrad Hari         | Svizzera | 1:32,26 |
| 5    | Silvan Zurbriggen   | Svizzera | 1:32,47 |
| 6    | Didier Défago       | Svizzera | 1:32,70 |
| 7    | Olivier Brand       | Svizzera | 1:33,02 |
| 8    | Beni Hofer          | Svizzera | 1:33,03 |
| 9    | Tobias Grünenfelder | Svizzera | 1:33,11 |
| 10   | Daniel Albrecht     | Svizzera | 1:33,68 |

Data: 27 marzo

#### Slalom gigante
| Pos. | Atleta               | Nazione       | Tempo   |
| ---- | -------------------- | ------------- | ------- |
| 1    | Daniel Albrecht      | Svizzera      | 2:18,98 |
| 2    | Michael von Grünigen | Svizzera      | 2:19,17 |
| 3    | Achim Vogt           | Liechtenstein | 2:19,58 |
| 4    | Beni Hofer           | Svizzera      | 2:19,69 |
| 5    | Didier Défago        | Svizzera      | 2:19,98 |
| 6    | Marco Casanova       | Svizzera      | 2:20,24 |
| 7    | Olivier Brand        | Svizzera      | 2:20,69 |
| 8    | Markus Ganahl        | Liechtenstein | 2:20,72 |
| 9    | Michael Mathis       | Svizzera      | 2:20,73 |
| 10   | Thomas Geisser       | Svizzera      | 2:20,81 |
| 10   | Philipp Käslin       | Svizzera      | 2:20,81 |

Data: 29 marzo

#### Slalom speciale
| Pos. | Atleta            | Nazione  | Tempo   |
| ---- | ----------------- | -------- | ------- |
| 1    | Urs Imboden       | Svizzera | 1:21,76 |
| 2    | Marco Casanova    | Svizzera | 1:21,77 |
| 3    | Michael Weyermann | Svizzera | 1:21,87 |
| 4    | Silvan Zurbriggen | Svizzera | 1:21,88 |
| 5    | Thomas Geisser    | Svizzera | 1:22,82 |
| 6    | Daniel Albrecht   | Svizzera | 1:23,09 |
| 7    | Pascal Mathis     | Svizzera | 1:23,55 |
| 8    | Patrick Küng      | Svizzera | 1:23,97 |
| 9    | Manuel Gamper     | Svizzera | 1:24,05 |
| 10   | Markus Vogel      | Svizzera | 1:24,42 |

Data: 30 marzo

#### Combinata
| Pos. | Atleta            | Nazione  |
| ---- | ----------------- | -------- |
| 1    | Daniel Albrecht   | Svizzera |
| 2    | Silvan Zurbriggen | Svizzera |
| 3    | Manuel Gamper     | Svizzera |

### Donne

#### Discesa libera
| Pos. | Atleta             | Nazione  | Tempo   |
| ---- | ------------------ | -------- | ------- |
| 1    | Nadia Styger       | Svizzera | 1:29,82 |
| 2    | Tanja Pieren       | Svizzera | 1:29,88 |
| 3    | Corinne Rey-Bellet | Svizzera | 1:29,98 |
| 4    | Monika Dumermuth   | Svizzera | 1:30,19 |
| 5    | Catherine Borghi   | Svizzera | 1:30,22 |
| 6    | Tamara Wolf        | Svizzera | 1:30,29 |
| 7    | Fabienne Suter     | Svizzera | 1:30,31 |
| 8    | Linda Alpiger      | Svizzera | 1:30,36 |
| 9    | Ella Alpiger       | Svizzera | 1:30,61 |
| 10   | Martina Schild     | Svizzera | 1:30,79 |

Data: 25 marzo

#### Supergigante
| Pos. | Atleta               | Nazione  | Tempo   |
| ---- | -------------------- | -------- | ------- |
| 1    | Tanja Pieren         | Svizzera | 1:38,12 |
| 2    | Linda Alpiger        | Svizzera | 1:38,32 |
| 3    | Fabienne Suter       | Svizzera | 1:38,41 |
| 4    | Catherine Borghi     | Svizzera | 1:38,63 |
| 4    | Jessica Pünchera     | Svizzera | 1:38,63 |
| 6    | Nadia Styger         | Svizzera | 1:38,70 |
| 7    | Monika Dumermuth     | Svizzera | 1:39,13 |
| 8    | Christel Stadelmann  | Svizzera | 1:39,29 |
| 9    | Ella Alpiger         | Svizzera | 1:39,34 |
| 10   | Fränzi Aufdenblatten | Svizzera | 1:39,86 |

Data: 27 marzo

#### Slalom gigante
| Pos. | Atleta              | Nazione       | Tempo   |
| ---- | ------------------- | ------------- | ------- |
| 1    | Silke Bachmann      | Italia        | 2:03,63 |
| 2    | Fabienne Suter      | Svizzera      | 2:03,67 |
| 3    | Nadia Styger        | Svizzera      | 2:03,82 |
| 4    | Corina Grünenfelder | Svizzera      | 2:03,83 |
| 5    | Erika Dicht         | Svizzera      | 2:03,84 |
| 6    | Lilian Kummer       | Svizzera      | 2:04,50 |
| 7    | Birgit Heeb         | Liechtenstein | 2:04,57 |
| 8    | Sonia Viérin        | Italia        | 2:04,58 |
| 9    | Marlies Oester      | Svizzera      | 2:04,61 |
| 10   | Miriam Gmür         | Svizzera      | 2:05,09 |

Data: 28 marzo

#### Slalom speciale
| Pos. | Atleta               | Nazione       | Tempo   |
| ---- | -------------------- | ------------- | ------- |
| 1    | Erika Dicht          | Svizzera      | 1:22,58 |
| 2    | Jacqueline Hangl     | Svizzera      | 1:22,63 |
| 3    | Marlies Oester       | Svizzera      | 1:22,68 |
| 4    | Rabea Grand          | Svizzera      | 1:23,52 |
| 5    | Ines Zenhäusern      | Svizzera      | 1:23,58 |
| 6    | Jessica Walter       | Liechtenstein | 1:23,89 |
| 7    | Martina Bühler       | Svizzera      | 1:24,09 |
| 8    | Fränzi Aufdenblatten | Svizzera      | 1:24,47 |
| 9    | Jessica Pünchera     | Svizzera      | 1:24,62 |
| 10   | Valentina Flütsch    | Svizzera      | 1:24,67 |

Data: 29 marzo

#### Combinata
| Pos. | Atleta               | Nazione  |
| ---- | -------------------- | -------- |
| 1    | Fränzi Aufdenblatten | Svizzera |
| 2    | Nadia Styger         | Svizzera |
| 3    | Martina Bühler       | Svizzera |